# Rataje nad Sázavou
Rataje nad Sázavou är en köping i Tjeckien. Den ligger i regionen Mellersta Böhmen, i den centrala delen av landet, 50 km sydost om huvudstaden Prag. Rataje nad Sázavou ligger 346 meter över havet och antalet invånare är 595.
Terrängen runt Rataje nad Sázavou är huvudsakligen platt, men åt nordväst är den kuperad. Rataje nad Sázavou ligger nere i en dal. Runt Rataje nad Sázavou är det ganska tätbefolkat, med 58 invånare per kvadratkilometer. Närmaste större samhälle är Vlašim, 15,6 km söder om Rataje nad Sázavou. Omgivningarna runt Rataje nad Sázavou är en mosaik av jordbruksmark och naturlig växtlighet.